# Cryphia lichenes
Cryphia lichenes är en fjärilsart som beskrevs av Fabricius 1781. Cryphia lichenes ingår i släktet Cryphia och familjen nattflyn. Inga underarter finns listade i Catalogue of Life.